# 白圭 (東周)

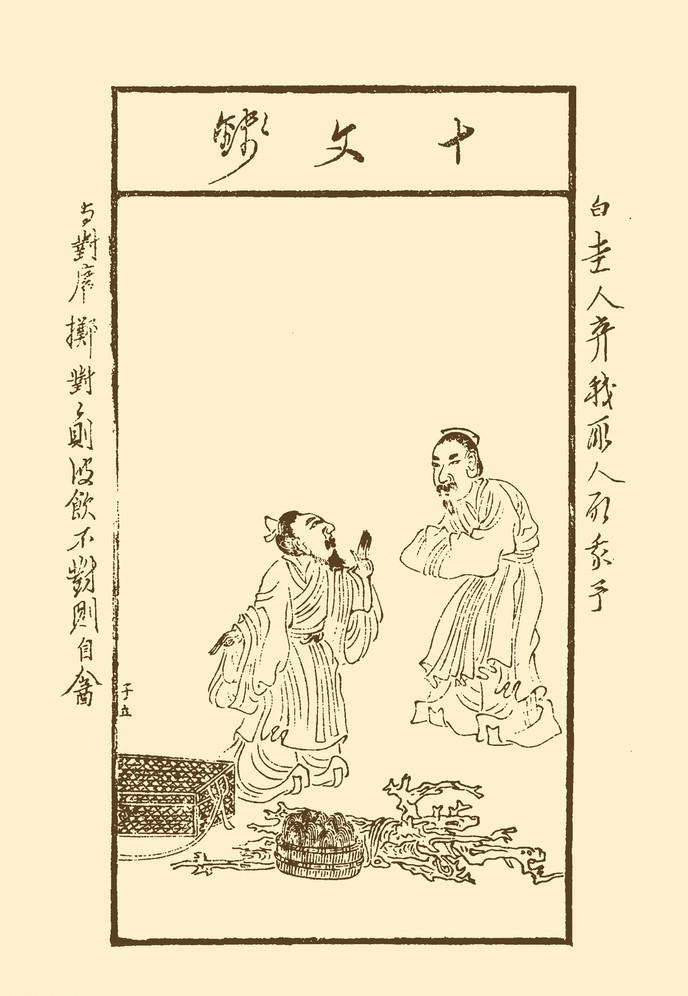
白圭

白圭（約前370年—前300年），中国战国时期周人，名丹，字圭。在魏惠王属下为大臣，善于修筑堤坝，兴修水利。
《漢書》中說他是經營貿易發展生産的理論鼻祖。他主张减轻田税，征收产物的二十分之一。提出贸易致富的理论。主张根據豐收歉收的具體情況來實行“人弃我取，人取我與”的方法经商。谷物成熟时，进收粮食；蚕茧出产时收进絮帛，出售粮食。白圭並提出了農業經濟循環說，認為農業的一個周期為12年，即開始的第1年是大豐收年，此後2年是衰退期，第4年乾旱，再2年是小豐收，第7年又是大豐收年，此後2年又衰退，到第10年則又乾旱，隨之又是2年的小豐收，到下一年重新開始一個周期。他亦認為经商要按时机，就像伊尹呂尚發動戰爭，孙子吴起用兵、商鞅行法。一说，水利专家白圭和贸易致富的白圭是两人。

## 延伸阅读
[在维基数据编辑]
 《史記/卷129》，出自司馬遷《史記》
 《漢書·卷091》，出自班固《漢書》